# Musse i Arabien
Musse i Arabien (engelska: Mickey in Arabia) är en amerikansk animerad kortfilm med Musse Pigg från 1932.

## Handling
Musse Pigg och Mimmi Pigg är på besök i Arabiska öknen. Väl där blir Mimmi kidnappad av schejken Svarte Petter, och Musse gör allt han kan för att befria henne.

## Om filmen
Filmen är den 43:e Musse Pigg-kortfilmen som producerades och den sjunde som lanserades år 1932.
Detta var sista gången som Columbia Pictures producerade en film med Musse Pigg, innan Walt Disney bytte till United Artists som kom att producera Musse-filmer fram till 1937.

## Rollista
- Walt Disney – Musse Pigg
- Marcellite Garner – Mimmi Pigg
- Pinto Colvig – Svarte Petter[6]